# Поршнев, Никита Дмитриевич
Ники́та Дми́триевич По́ршнев (род. 5 марта 1996, Саратов) — российский биатлонист, бронзовый призёр чемпионата мира 2019 года в эстафете,серебряный медалист чемпионата Европы 2022 в спринте, неоднократный чемпион России, обладатель Кубка России (2017/2018), неоднократный чемпион мира среди юниоров. Чемпион зимней Универсиады 2019 года.

## Биография
Занимается биатлоном с 2008 года, воспитанник саратовской СДЮСШОР № 3, первый тренер — Усов Владимир Леонидович. Выступал за Саратовскую область. С сезона 2017/18 выступает за Ханты-Мансийский автономный округ, тренируется под руководством Белозерова Сергея Ивановича.

### Юниорская карьера
Выступал на юниорских чемпионатах международного уровня с 2015 года. Трёхкратный чемпион мира среди юниоров в эстафете (2015, 2016, 2017), в 2016 году также завоевал серебряную медаль в гонке преследования. В 2017 году стал чемпионом Европы среди юниоров в спринте. На юниорских чемпионатах мира по летнему биатлону завоёвывал золото в 2017 году в смешанной эстафете, также выигрывал две бронзовых медали (2015 — смешанная эстафета, 2017 — спринт).
Становился победителем этапов юниорского Кубка IBU в личных и командных дисциплинах.
Неоднократный чемпион России в младших возрастах.

### Взрослая карьера
В сезоне 2017/18 стал трёхкратным чемпионом России (эстафета, смешанная эстафета, суперпасьют), бронзовым призёром в спринте и масс-старте. По итогам сезона стал обладателем Кубка России.
В марте 2018 года дебютировал на Кубке IBU на этапе в Ханты-Мансийске, стал седьмым в спринте и шестым в гонке преследования.
3 марта 2019 года впервые был вызван в основную сборную страны.
4 марта 2019 года одержал победу в индивидуальной гонке за 20 км на зимней Универсиаде в Красноярске.
7 марта 2019 года Никита Поршнев завоевал серебряную медаль Всемирной Универсиады в 12,5-километровой гонке преследования.
13 марта 2019 года дебютировал в составе основной сборной на чемпионате мира в индивидуальной гонке. Результат - 36 место.
16 марта 2019 года выиграл бронзовую медаль в мужской эстафете на чемпионате мира.

###### Сезон 2019/2020
Сезон 2019/2020-лучший в карьере спортсмена.
Первая личная гонка на этапе Кубка мира в Эстерсунде – 37-е место в спринте. На 3-м этапе Кубка мира во французском Анси впервые отобрался в масс–старт и показал 18-й результат на финише.
Тренерским решением продолжил выступление на январских этапа Кубка мира. 19 февраля 2020 года показал лучший результат в карьере, финишировав 11-м в индивидуальной гонке на чемпионате мира в Антерсельве. Однако на заключительных этапах провалился  став 53 и 62. Занял 39 место в зачете кубка мира.

## Статистика выступлений в Кубке мира

### Результаты выступлений
| Результаты выступлений на Кубке мира |
| ------------------------------------ |

| 2019/2020 Итоги | 2019/2020 Итоги | Эстерсунд | Эстерсунд | Эстерсунд | Эстерсунд | Эстерсунд | Хохфильцен | Хохфильцен | Хохфильцен | Анси | Анси | Анси | Оберхоф | Оберхоф | Оберхоф | Рупольдинг | Рупольдинг | Рупольдинг | Поклюка | Поклюка | Поклюка | Поклюка | ЧМ Антхольц | ЧМ Антхольц | ЧМ Антхольц | ЧМ Антхольц | ЧМ Антхольц | ЧМ Антхольц | ЧМ Антхольц | Нове-Место | Нове-Место | Нове-Место | Контиолахти | Контиолахти | Контиолахти | Контиолахти | Холменколлен | Холменколлен | Холменколлен |
| Очков           | Место           | Сусм      | См        | Спр       | Инд       | Эст       | Спр        | Пр         | Эст        | Спр  | Пр   | МС   | Спр     | МС      | Эст     | Спр        | Пр         | Эст        | Сусм    | См      | Инд     | МС      | См          | Спр         | Пр          | Инд         | Сусм        | Эст         | МС          | Спр        | Эст        | МС         | Спр         | Пр          | Сусм        | См          | Спр          | Пр           | МС           |
| 130             | 39              | —         | —         | 37        | 87        | —         | 34         | 38         | —          | 24   | 31   | 18   | 51      | —       | 4       | 70         | —          | —          | —       | —       | 37      | —       | —           | 21          | 39          | 11          | —           | 4           | 26          | 53         |            |            | 62          |             |             |             |              |              |              |

| 2018/2019 Итоги | 2018/2019 Итоги | Поклюка | Поклюка | Поклюка | Поклюка | Поклюка | Хохфильцен | Хохфильцен | Хохфильцен | Нове-Место | Нове-Место | Нове-Место | Оберхоф | Оберхоф | Оберхоф | Рупольдинг | Рупольдинг | Рупольдинг | Антхольц | Антхольц | Антхольц | Канмор | Канмор | Солт-Лейк-Сити | Солт-Лейк-Сити | Солт-Лейк-Сити | Солт-Лейк-Сити | ЧМ Эстерсунд | ЧМ Эстерсунд | ЧМ Эстерсунд | ЧМ Эстерсунд | ЧМ Эстерсунд | ЧМ Эстерсунд | ЧМ Эстерсунд | Холменколлен | Холменколлен | Холменколлен |
| Очков           | Место           | Сусм    | См      | Инд     | Спр     | Пр      | Спр        | Пр         | Эст        | Спр        | Пр         | МС         | Спр     | Пр      | Эст     | Спр        | Эст        | МС         | Спр      | Пр       | МС       | Инд    | Эст    | Спр            | Пр             | Сусм           | См             | См           | Спр          | Пр           | Инд          | Сусм         | Эст          | МС           | Спр          | Пр           | МС           |
| 5               | 96              | —       | —       | —       | —       | —       | —          | —          | —          | —          | —          | —          | —       | —       | —       | —          | —          | —          | —        | —        | —        | —      | —      | —              | —              | —              | —              | —            | —            | —            | 36           | —            | 3            | —            | 94           | —            | —            |